# Waldemar Heckel
Waldemar Heckel (* 1949 in Bad Königshofen im Grabfeld) ist ein kanadischer Althistoriker.
Heckel machte 1973 seinen Masterabschluss und wurde 1978 an der University of British Columbia in Vancouver promoviert. Seine Dissertation über die „Marschälle“ Alexanders des Großen bildete auch die Grundlage für seine 1992 erschienene Arbeit über dieses Thema. Heckel ist international als Alexanderforscher angesehen und hat zu diesem zahlreiche, teils grundlegende Publikationen veröffentlicht. Weitere Schwerpunkte seiner Forschung sind die antike griechische Geschichtsschreibung und antike Militärgeschichte.
Heckel lehrte bis zum Ruhestand Ende 2013 als Professor für Alte Geschichte an der University of Calgary.

## Schriften (Auswahl)
Monographien:
- In the Path of Conquest. Resistance to Alexander the Great. Oxford 2020.
- The Conquests of Alexander the Great. Cambridge 2007.
- Who’s Who in the Age of Alexander the Great. Prosopography of Alexander’s Empire. Oxford u. a. 2006 (Digitalisat).
- The Marshals of Alexander’s Empire. London/New York 1992.

Ausgaben:
- Justin: Epitome of the Philippic History of Pompeius Trogus, Volume I. Books 11–12: Alexander the Great. Übersetzt von J. C. Yardley, Kommentar von Waldemar Heckel. Oxford 1997.
- Quintus Curtius Rufus: The History of Alexander. Übersetzt von J. C. Yardley, mit Einleitung, Anhang und Kommentar von Waldemar Heckel. London 1984; korrigierte Auflage 2001 (mehrere Nachdrucke).

als Herausgeber:
- mit Johannes Heinrichs, Sabine Müller u. a.: Lexicon of Argead Makedonia. Frank & Timme, Berlin 2020.
- mit Lawrence A. Tritle: Alexander the Great. A New History. Oxford u. a. 2009.
- mit John C. Yardley: Alexander the Great. Historical Sources in Translation. Oxford u. a. 2003.